# Lilla Korpmaren

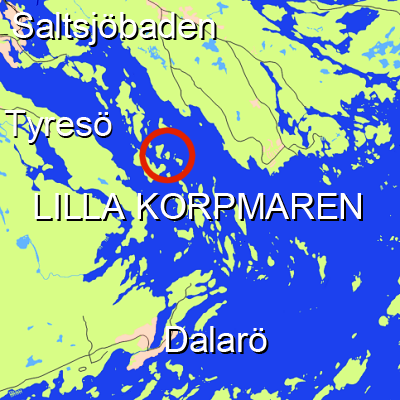
Lilla Korpmaren.

Lilla Korpmaren är en holme i Ingaröfjärden, Tyresö kommun strax norr om Härsö. Holmen är 7 hektar stor och obebodd.
Ön arrenderas sedan 1955 av Årstadals Båtklubb som använder den som klubbholme. Medlemmar i klubben har anlagt en hamn med gästbrygga för fritidsbåtar, och byggt dansbana, utedass och bastu.

## Bilder

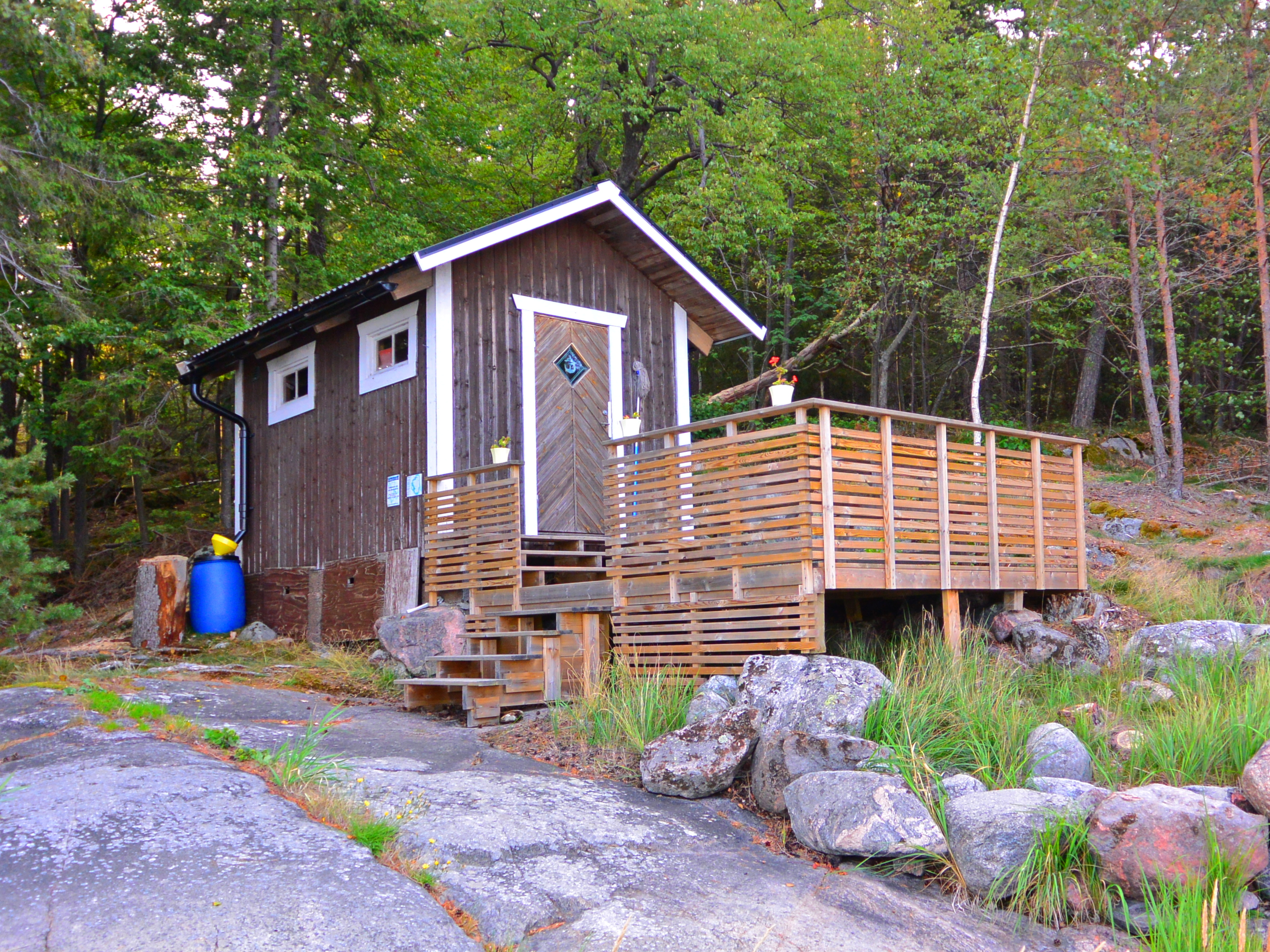
Bastun vid öns östra strand.
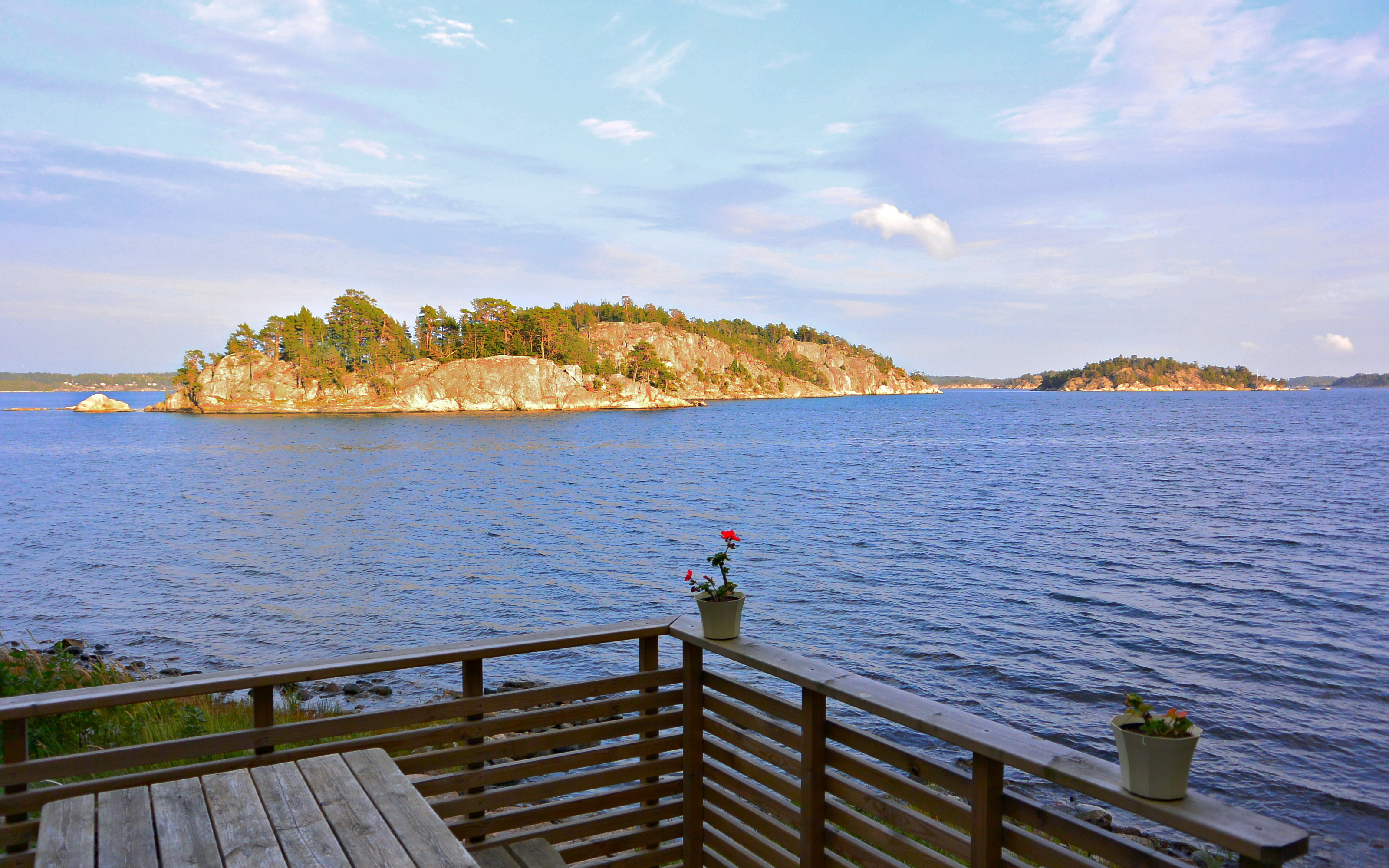
Utsikt från bastun mot Stora och Lilla Trätsholmen.
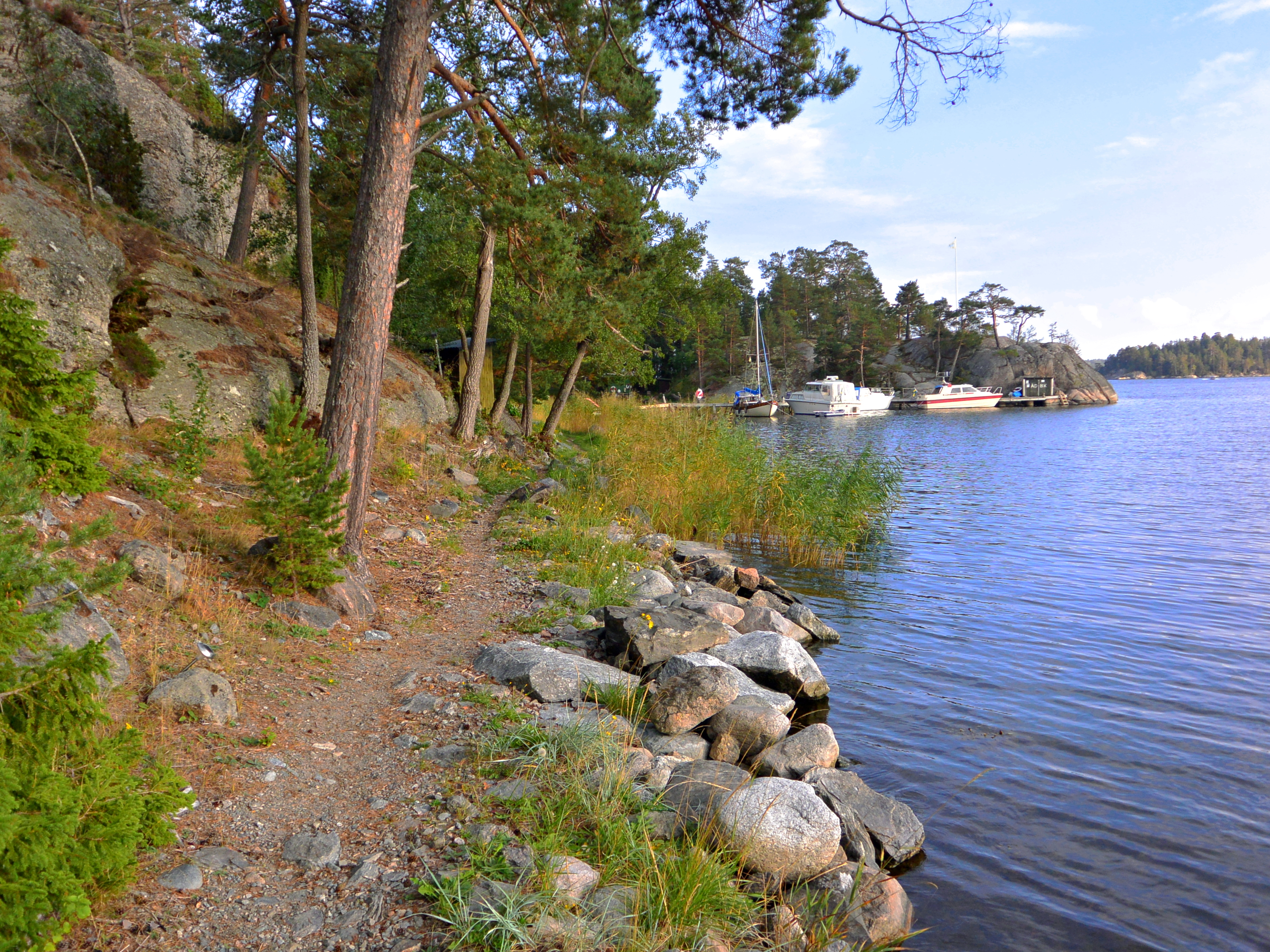
Viken på öns södra sida.
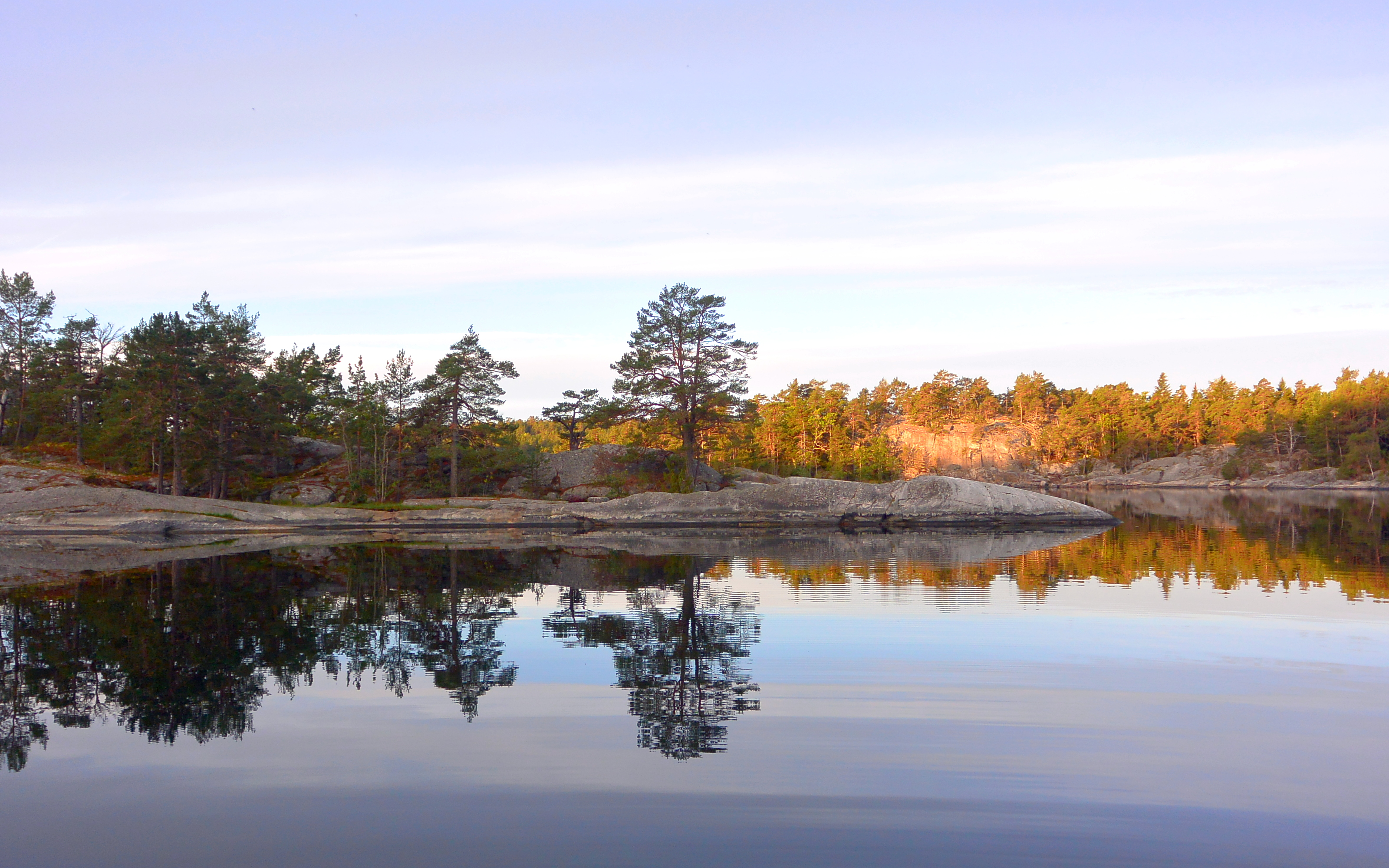
Mellan Stora och Lilla Korpmaren finns en skyddad naturhamn.